# Salomonsbrilvogel
De salomonsbrilvogel (Zosterops kulambangrae) is een zangvogel uit de familie Zosteropidae (brilvogels). Eerder werd de zwartoogbrilvogel (Z. tetiparius) als een ondersoort van deze vogel beschouwd.

## Verspreiding en leefgebied
Deze soort is endemisch op de New Georgia-eilanden in de westelijk-centrale Salomonseilanden. 

## Status
De grootte van de populatie is niet gekwantificeerd maar de soort wordt omschreven als plaatselijk algemeen tot talrijk. Op de Rode lijst van de IUCN heeft deze soort de status niet bedreigd.